# Imamzadeh Seyed Morteza
L'imamzadeh Seyed Morteza (en persan : امامزاده سید مرتضی) est lié à la période du califat abbasside. Morteza était l'un des fils de l'Imam Musa Ibn Ja'far. La construction initiale de ce mémorial date de l'empire kadjar dans la ville de Kachmar. Le 2-8-1356 (de l'Hégire) il a été enregistré dans la 
liste des monuments nationaux d'Iran sous le n° 1488 .Il est repris également dans la liste des monuments nationaux de Kachmar (fa)

## Particularités
Le mémorial est situé dans l'un des plus beaux sites forestiers verts de la province du Khorassan-e Razavi d'une superficie de 60 hectares
Le bâtiment est construit sur une colline dans le style de l'architecture safavide. L'accès principal s'ouvre sur une cour. Le dôme couvert de carreaux de couleur bleue est encadré par deux hauts minarets similaires. La base du dôme reprend des inscriptions de la dénomination de Dieu dans l'islam. À l'intérieur du caveau, les murs sont couverts de miroirs 
.
Ce sanctuaire est visité, surtout à la période du Norouz, par plus de trois millions de visiteurs par an. Il est entouré de massifs d'arbres, de chutes d'eau, de piscines, d'attractions touristiques, de commerces divers.

## Galerie

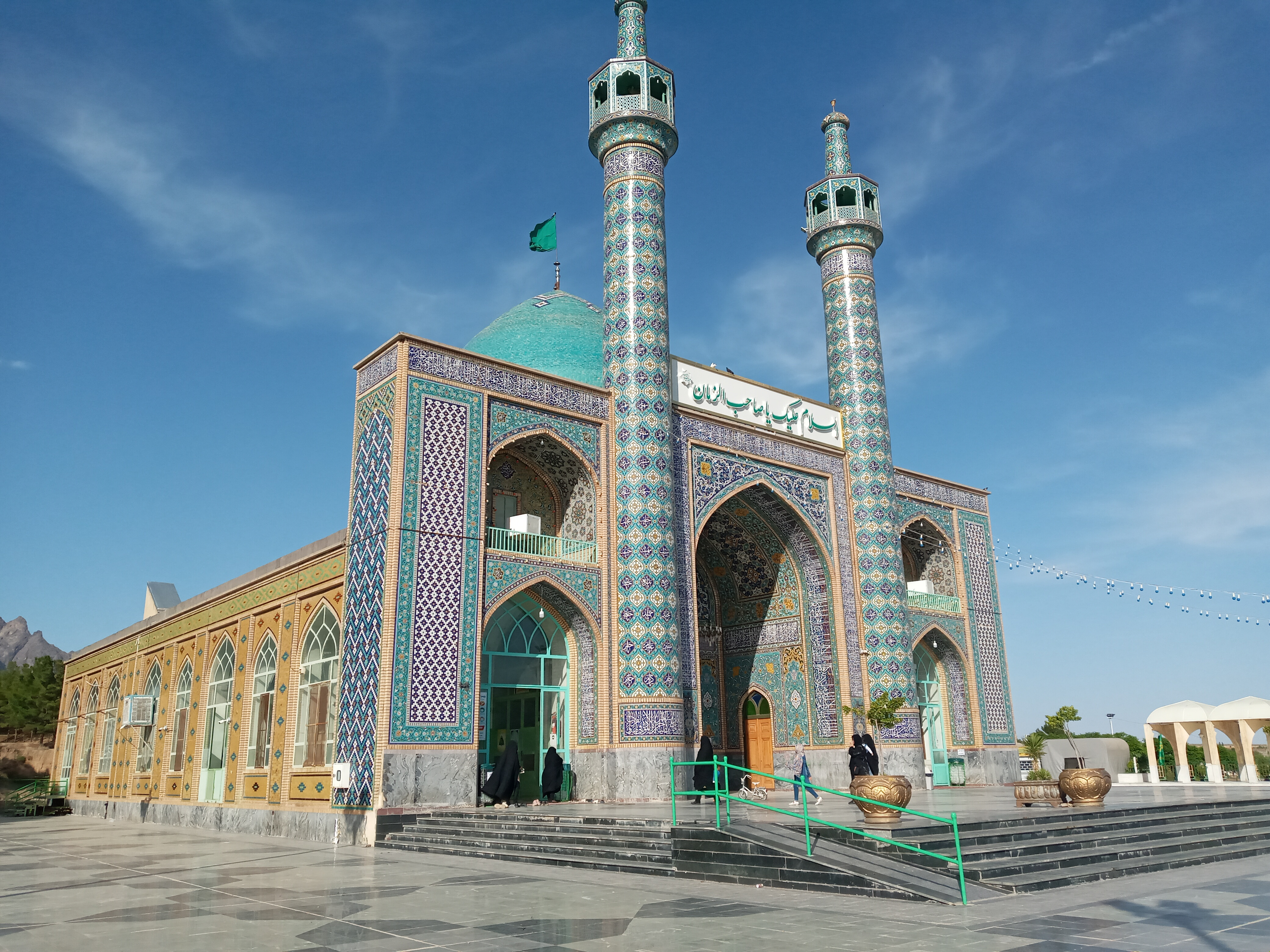
vue de la façade
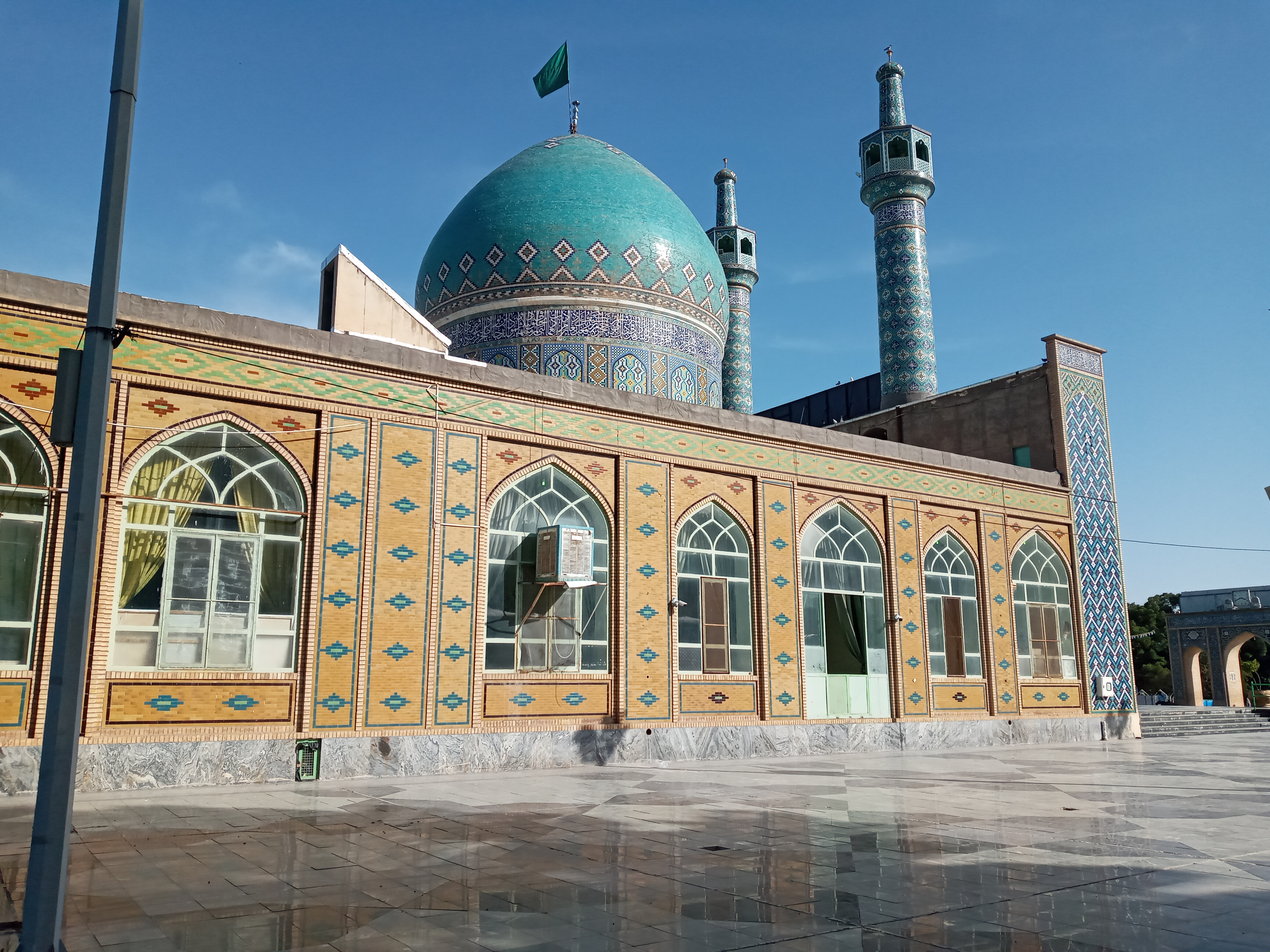
vue de la tombe
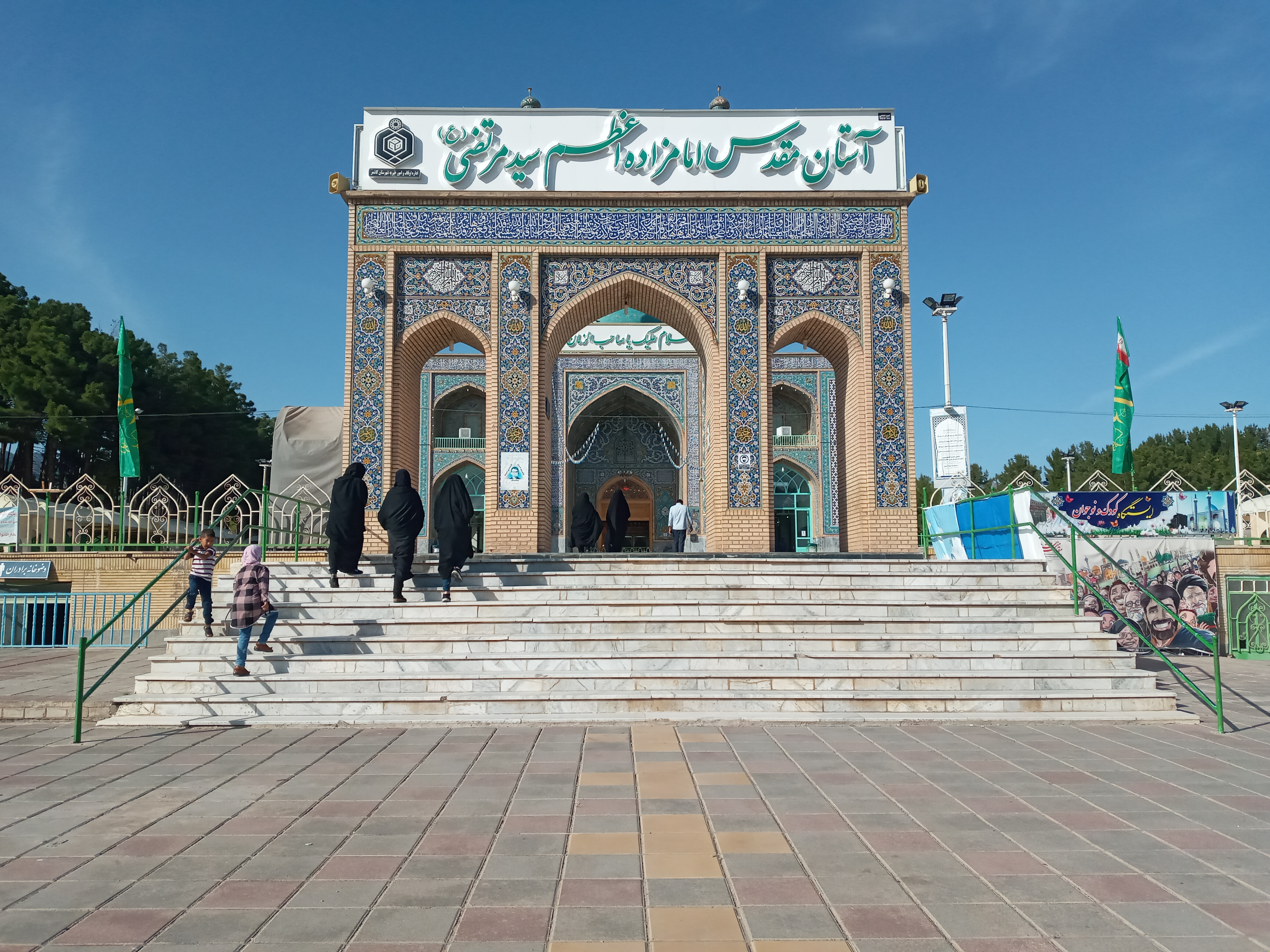
vue d'ensemble
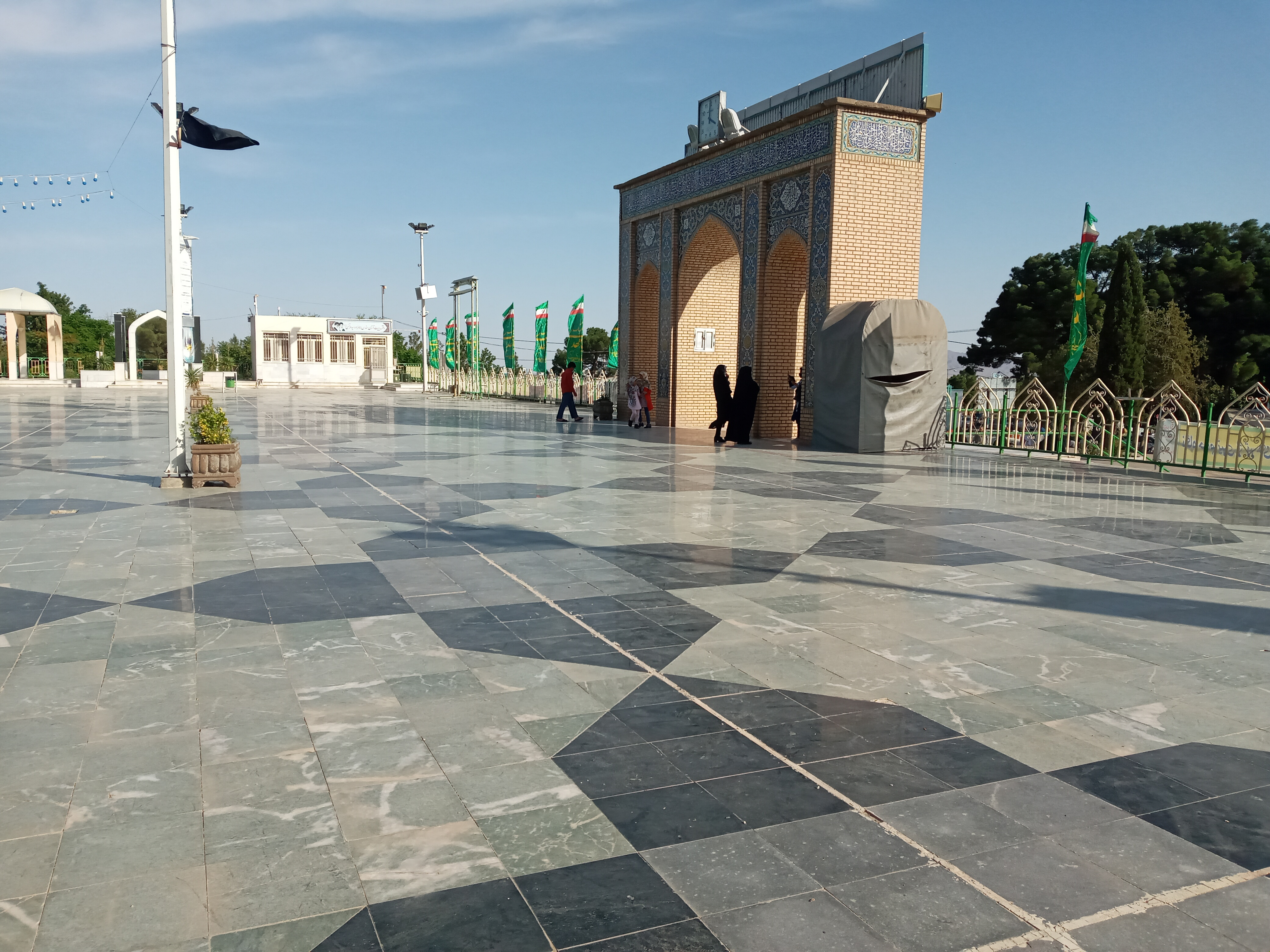
extérieur de la tombe
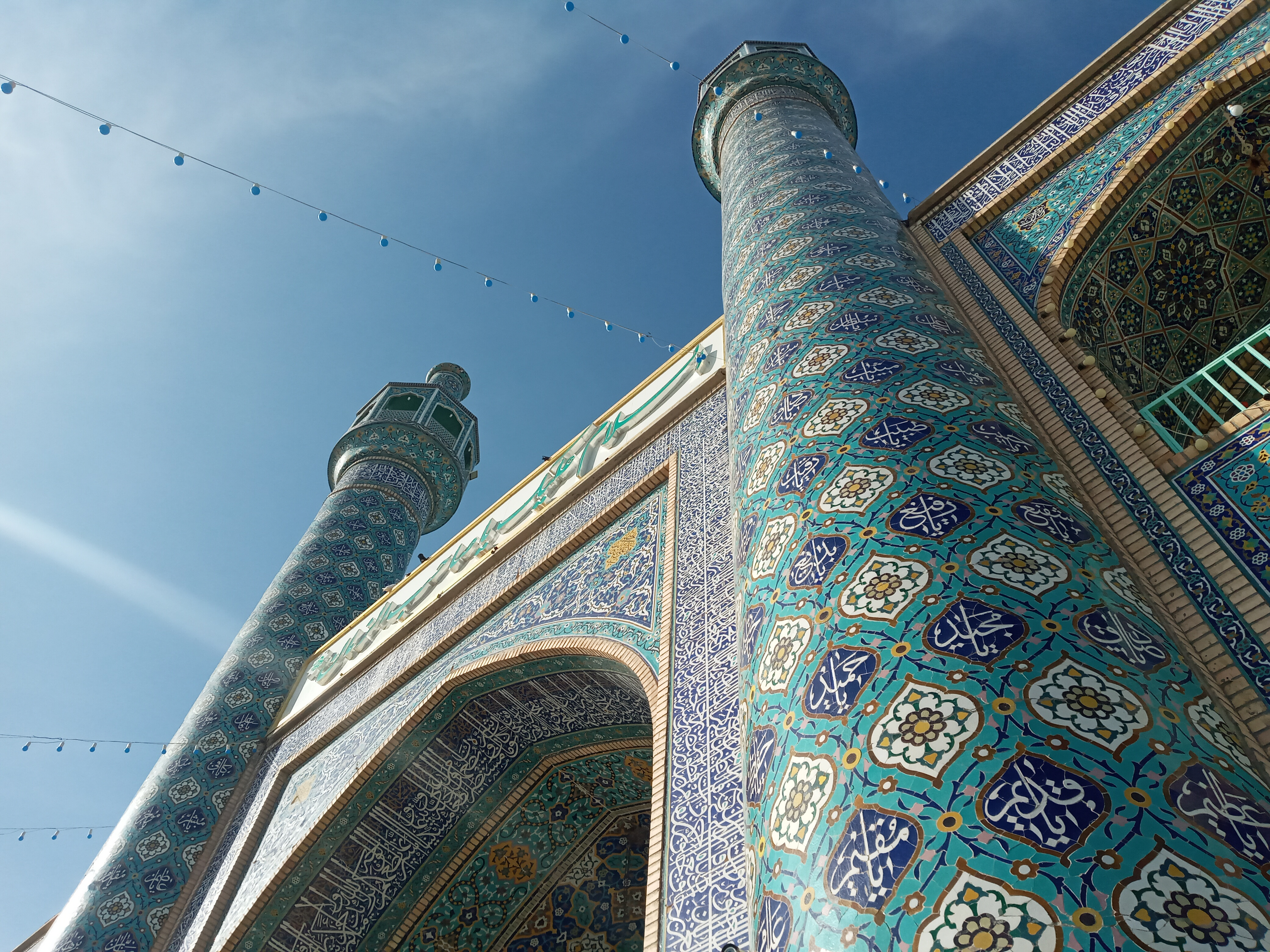
caveau funéraire
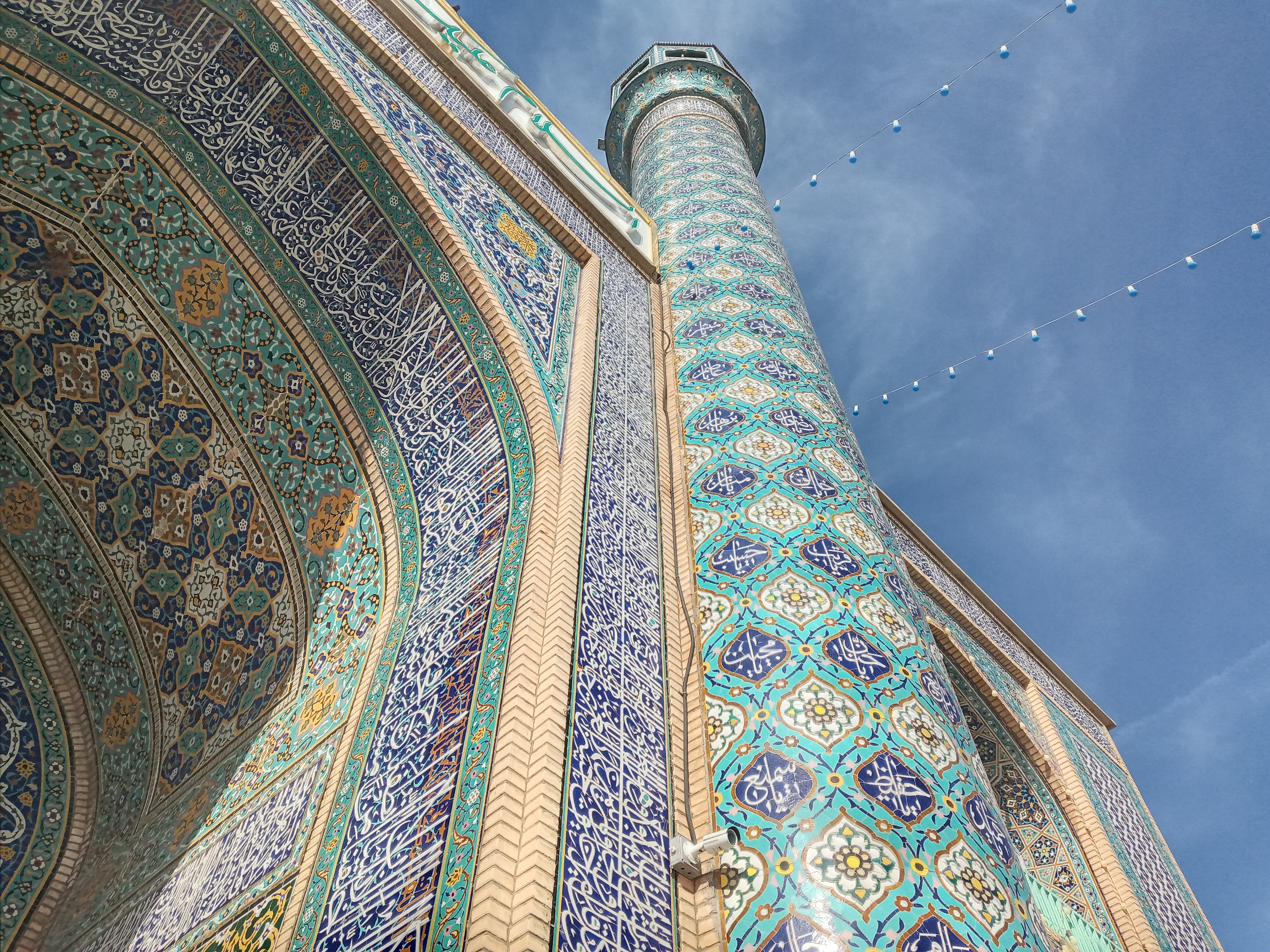
caveau funéraire
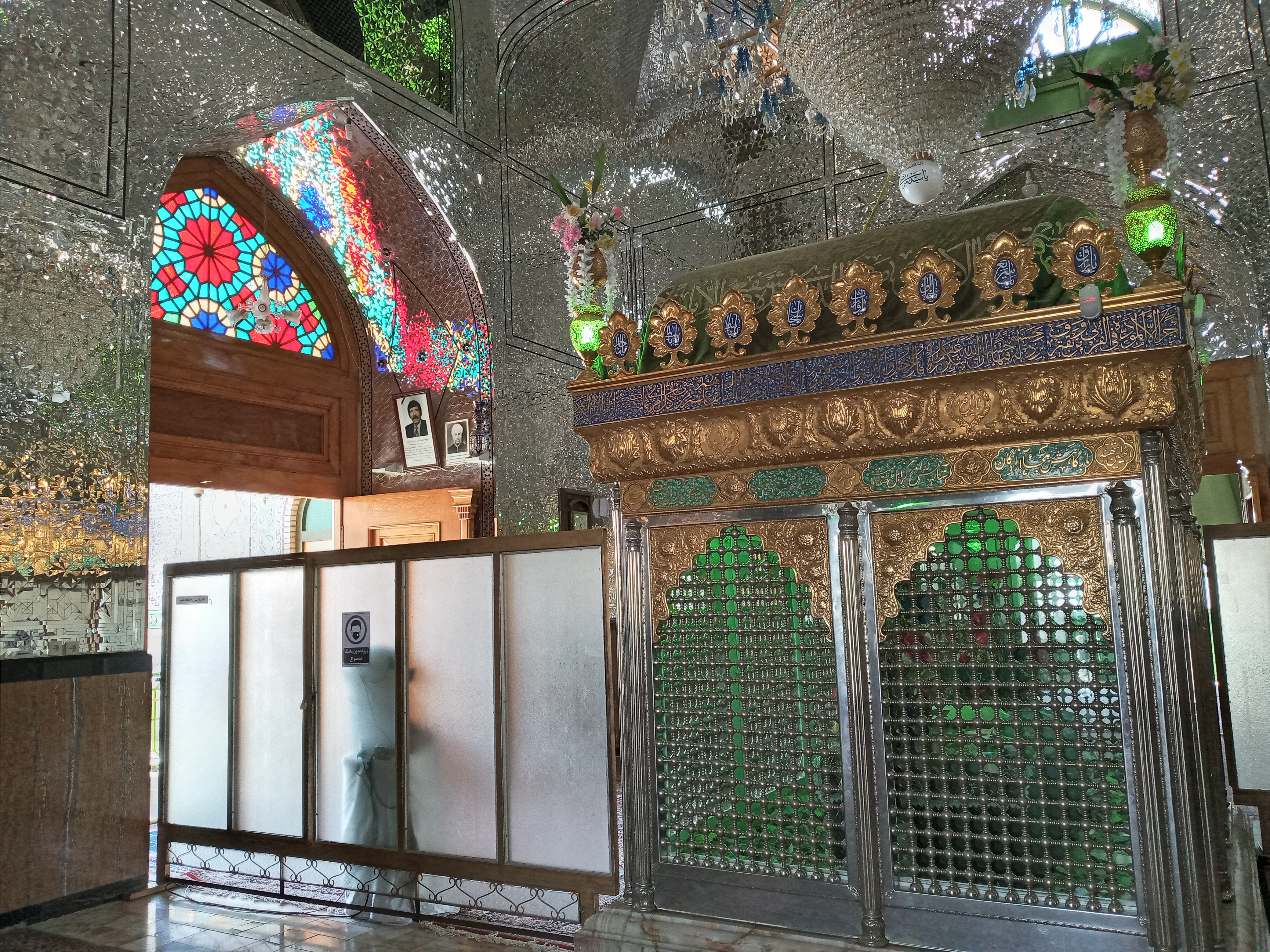
caveau funéraire
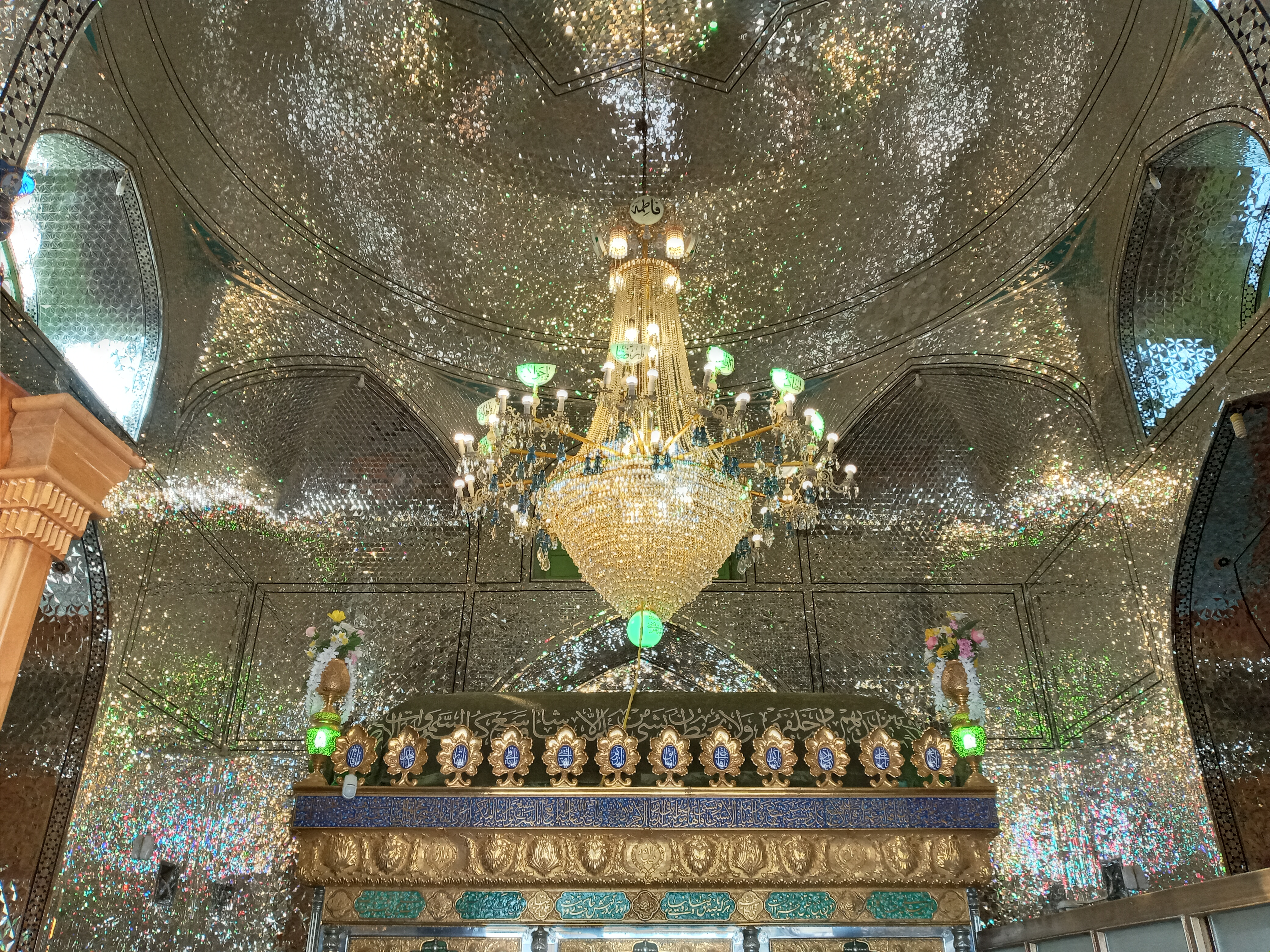
caveau funéraire
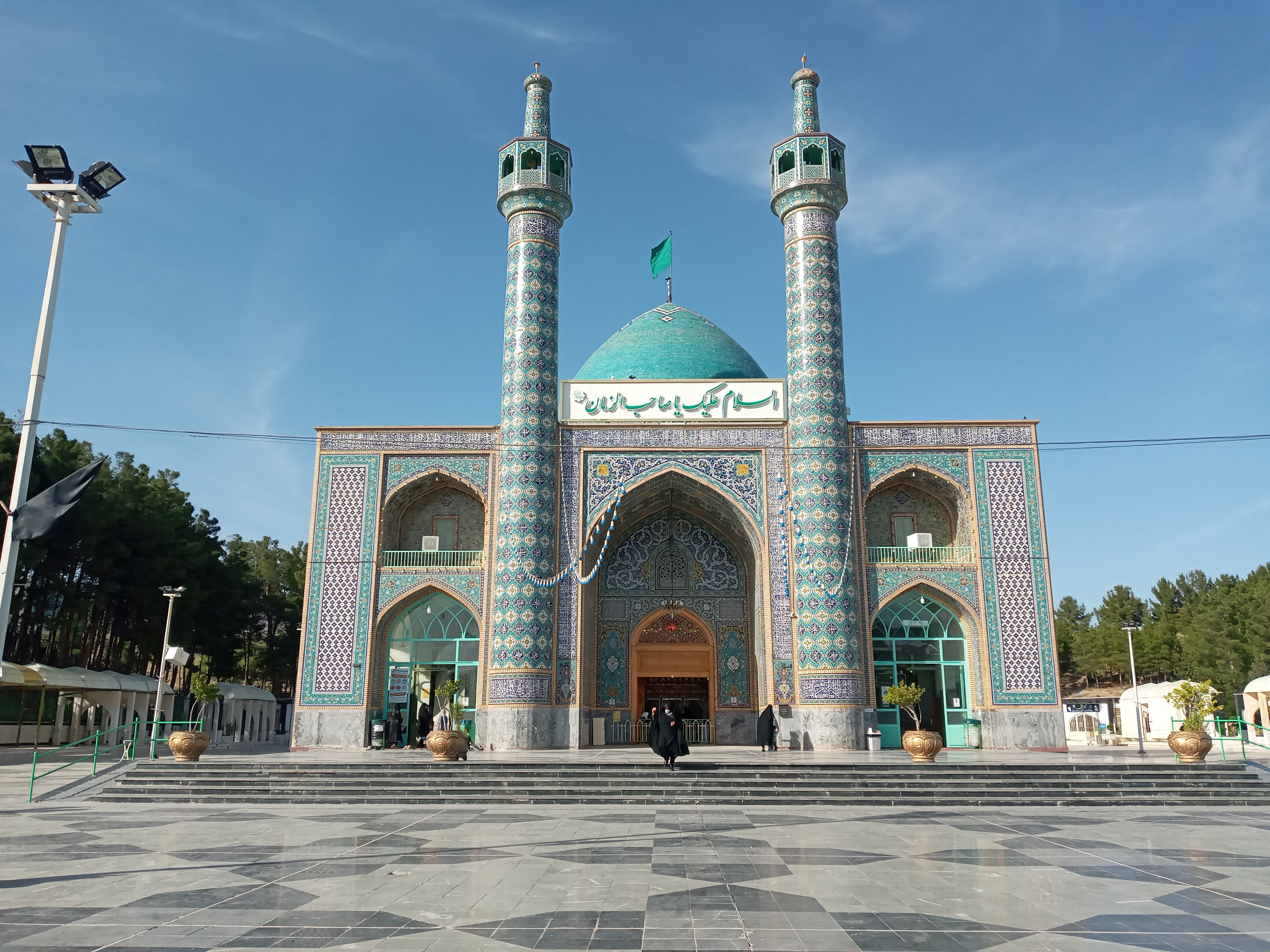
Imamzadeh Morteza